# Milhouse z písku a mlhy
Milhouse z písku a mlhy (v anglickém originále Milhouse of Sand and Fog) je 3. díl 17. řady (celkem 359.) amerického animovaného seriálu Simpsonovi. Scénář napsal Patric M. Verrone a díl režíroval Steven Dean Moore. V USA měl premiéru dne 25. září 2005 na stanici Fox Broadcasting Company a v Česku byl poprvé vysílán 9. prosince 2007 na stanici ČT2.

## Děj
Během kázání reverenda Lovejoye se Maggie začne škrábat. Rodina ji vezme k doktoru Dlahovi, který diagnostikuje Maggie neštovice. Homer se inspiruje návrhem Neda Flanderse, aby své syny záměrně vystavil neštovicím, a pozve všechny děti ze sousedství do domu Simpsonových na „neštovicovou párty“. Nakonec se sám nakazí tím, že se napije z Maggiiny láhve s mlékem, protože v dětství neměl žádnou imunitu. Milhousovi rodiče Luann a Kirk se večírku zúčastní a poté, co se opijí Marginou margaritou, obnoví svůj vztah. 
Milhouse se cítí zanedbávaný, protože se po něm rodiče nepídí jako v době, kdy žili odděleně. Naplánuje, jak je znovu rozeštvat, a Bart mu pomůže se zápletkou vypůjčenou ze seriálu O.C. Chlapci položí na Kirkovu postel podprsenku, která patří Marge. Luann podprsenku najde, usoudí, že Marge má s Kirkem poměr, a informuje Homera. Když Homer konfrontuje Marge, ta obvinění vztekle popře a vyhodí ho z domu. 
Bart se na popud Lízy přizná Marge, že podprsenku nechal v Kirkově posteli. Marge se však odmítá s Homerem znovu setkat, protože jí stále nedůvěřuje. Aby se Homer a Marge dali opět dohromady, Líza nechtěně ovlivní Barta a Milhouse, aby naplánovali svržení figuríny, která vypadá jako Bart, ze skály do řeky pod nimi, zatímco Homer a Marge poté, co od sebe dostanou falešné zprávy, že se mají sejít, budou přihlížet. Milhouse však po rozbití svých brýlí omylem shodí ze skály skutečného Barta. Homer skočí do řeky, aby jej zachránil, ale nakonec se dvojice drží skály před vodopádem. Tam se Bart Homerovi přizná, co udělal, což způsobí, že ho Homer začne škrtit. Marge jim řekne, aby jí věřili a pustili se skály. Dvojice se pustí a ona je chytí, houpajíc se na laně připevněném ke stromu. Když jsou v bezpečí na břehu řeky, Marge a Homer se usmíří a vidí, jak Milhouse v domnění, že Bart zemřel, skočil ze skály a nechal svůj osud nevyřešený.

## Přijetí
Díl premiérově sledovalo 10,19 milionu diváků.
Web Me Blog Write Good k dílu uvedl: „Téměř všechno před těžkopádným finále fungovalo. Některé části se zdály uspěchané, ale hlavní dějové tahy byly logické a charakterizace postav obstojná. Konec, v němž Bart vymyslí další plán, jak usmířit své rodiče, je jedinou mimořádně hloupou věcí, ale i to je prošpikováno několika vybranými vtipy… Celkově je epizoda překvapivě zábavná.“.
V roce 2021 umístil server Screen Rant Milhouse z písku a mlhy na 9. místo v seznamu 10. nejlepších Milhousových epizod a uvedl: „Když si Milhouse uvědomí, že jsou-li jeho rodiče spolu, nedostává se mu tolik pozornosti, jako když jsou od sebe, vymyslí s Bartem plán, jak je rozdělit. Komický sled událostí místo toho málem vede k srdcervoucímu rozchodu Homera a Marge, ale tomu je naštěstí nakonec zabráněno. Jde o chaotický díl, jenž spoléhá na divácké vazby ke vztahům postav tím, že hrozí jejich zničením. Je zde několik vtipných momentů, například když Milhouseův špatný zrak způsobí Bartův pád do řeky, ale ty nevynahradí stresující scény roztroušené po celé epizodě.“.